# Čikola (řeka)
Čikola (v srbské cyrilici Чикола) je řeka v Chorvatsku, přítok Krky. Pramení v Dalmácii, u hranice s Bosnou a Hercegovinou. Dlouhá je 47,8 km.
Název řeky je původem z tureckého jazyka. Do příchodu Osmanů na Balkán nesla název Poljšica.

## Průtok
Řeka pramení v krasové krajině v nadmořské výšce 285 m u Mirović Polje, na úpatí pohoří Svilare. V létě pramen vysychá; na podzim a v zimě z něj vytéká až 8 m³/s vody. Po 1 kilometru se do Čikoly vlévá z levé strany řeka Vrba. Řeka protéká městem Drniš a západním okrajem krasového pole. V dolní části svého toku od Drniše až po ústí s řekou Krkou, v blízkosti vodopádu Skradinski buk.
Kaňon řeky Čikoly je dlouhý 14 km a místy hluboký až 170 m. Začíná přímo ve městě Drniš, kde řeka opouští Petrovo Polje. Samotný kaňon je považován za přírodní památku již od roku 1965. Řeka si postupem věků prorazila cestu vápencovými skalami. V okolí kaňonu se nachází několik jeskyň; nejznámější jsou Topla peć a Štrikinica.

## Populární kultura
O prameni řeky v blízkosti vesnice Čavoglave se ve své písni stejného jména zmiňuje i chorvatský zpěvák Marko Perković Thompson.